# Marcelo San Juan
Marcelo San Juan  (9 de abril de 1951) es un cantante de género popular. 

## Biografía
Marcelo San Juan es uno de los creadores surgidos en la década del 70 en Argentina. Es intérprete, compositor y autor; San Juan realiza sus propios arreglos y toca la guitarra. Representante de una corriente de música urbana de fusión que se distingue por su color personal y la profundidad de sus letras. Es uno de los pioneros de mezclar el jazz, el rock y la música clásica, como así también la música española, adquirida por su ascendencia. 
Desde pequeño en su ciudad natal, Lomas de Zamora, se destacó por sus cualidades en el coro de la Escuela Normal Antonio Mentruit, en la cual participó como solista a los cinco años. Formó diversas agrupaciones folclóricas: "Los Sureños", famosos en la década del 60 en las guitarreadas y concursos, y más adelante, "Los del Norte" y "Los del Monte", con quienes comienza su etapa profesional. Durante su etapa en la escuela secundaria, asistió al mismo colegio que su amigo y colega musical Eddie Sierra, y a los 18 años conoce al que sería su gran amigo Fernando Porta y juntos forman el primer conjunto Beat : "No Sabemos". Allí comienza a gestarse una sociedad autoral con un perfil definido y a los pocos años se presenta la primera oportunidad de grabar. Los temas grabados con arreglos de Pepe Carli eran "Ciegos" Y "Dame la Mano y Vuelve al Sol". Con este último, Marcelo participa del Festival Buenos Aires de la Canción. Un año después, aparece su primer simple en Polydor: " Don José de la Lluvia" y " Gracias, Flaco", con Héctor Techeiro como productor. Luego vendrían dos simples más hasta llegar al primer éxito de ventas en el año 1973: " Tu eres esa chica enamorada". Sale su primer LP, realiza giras por todo el país durante dos años y graba un nuevo simple: "Vendrás un día, un día vendrás". Conoce en el 74 a Rodolfo Alchourron, quien sería su maestro de música y entabla un gran amistad. Juntos transitan el mismo sentimiento musical y nace el grupo "Canto y Clarificación". Con este graba dos LP: "Parábola" y "Canto y Clarificación", producto de un trabajo de tres años. Compartió escenario con músicos como Mercedes Sosa, Javier Malosetti, Luis Salinas, Lito Vitale, Gerardo Gardelin, Rubén Rada, Pablo Ziegler, Dino Saluzzi, Rodolfo Mederos, Norberto Minichillo, Emilio Valle, Jorge Cutello, Osvaldo López y Manolo Juárez, entre otros.
En estos años fallece su madre y acepta una propuesta para sumarse a un grupo que tocaba en Alemania, "Buenos Aires Band". Después de un año en Múnich, vuelve al país y retoma su carrera discográfica, con un álbum que marcaría un hito en la música argentina: "Transparente" (1982). Luego conoce al poeta Francisco Bagalá y su obra con él es de los momentos artísticos más importantes de su vida. Juntos componen más de sesenta temas y se suceden "Basta de Sobrevivir " y "En los Ochenta". En estos años conoce a Chico Novarro y compone con él "El hombre de las vías", también a Rubén Juárez y Eladia Blázquez. El tango siempre ocupó un lugar importante en su carrera. En 1985 fueron destacadas sus actuaciones en Badía & Compañía, programa conducido por Juan Alberto Badía y emitido por Canal 13, y se acerca a él Alberto Cortez, quien lo invita a participar de sus shows y juntos componen " Caradura". Sus temas son grabados por intérpretes de renombre: Willy Chirino, Lissette Álvarez, Alberto Cortez, Dulce, Estela Raval, José Ángel Trelles, Valeria Lynch y Adriana Varela. En Miami, conoce a Arturo Sandoval y, más tarde, en Barcelona, a quien es uno de sus ídolos: Al Jarreau. Después regresa con un nuevo trabajo: "Tres vidas" (1988). " Final del siglo" (1990) y "Tango inicial" (1999) siguen en la lista. A la par de esto, ha realizado innumerables producciones para radio y televisión como creador y productor: "La emoción del fútbol", "El hincha" e institucionales para Radio Continental y "La marca del deporte" para Radio Rivadavia. Como intérprete ha realizado jingles para empresas tales como Renault, Nobleza Gaucha, ChesterField, Cinzano, y galletitas Criollitas entre otras. 
En el 2004 realiza una gira con el disco " El acelerador de los sueños" y viaja por España, Portugal y Alemania. En estos últimos años lanza dos nuevos discos " Luz de Fiesta" (2011) y "Sentir el Mar" (2015).

## Vida personal
Marcelo siempre se ha mostrado reservado en cuanto a su vida privada, pero se conoce que estuvo casado con Julia Zenko, con quien tiene una hija que también es cantautora e intérprete: Laura González

## Discografía

### Como solista
- " Marcelo San Juan" - POLYDOR(1974)
- " Carne y Humo" - QUIMERA RECORDS(1976)
- " Transparente" - POLYDOR(1982)
- " Basta de Sobrevivir - BMG(1984)
- " En los Ochenta" - BMG(1985)
- " Tres Vidas" - WARNER(1988)
- " Final de Siglo" - WARNER(1990)
- " Búscame en la Oscuridad" - WARNER(1991)
- " Tango Inicial" - QUIMERA RECORDS(1999)
- " El Acelerador de los Sueños"- QUIMERA RECORDS(2004)
- " Luz de Fiesta" - QUIMERA RECORDS(2011)
- " Sentir el Mar" - QUIMERA RECORDS(2015)

### Colaboraciones
- " Canto y Clarificación" (con Rodolfo Alchourrón, 1976)
- " Parábola" (con Rodolfo Alchourrón, 1977)

### Sencillos
- "Tu eres esa chica enamorada"
- "Un día María"
- "De gris por mi vereda"
- "Cuatro pesos de ilusión"
- "Mañana cantarás conmigo"
- "Lo que canto yo"
- "Don José de la lluvia"
- "Foto de un día"
- "No sabes lo que es tener un amigo"
- "Y yo te sigo esperando pequeña"
- "Eres el color de mi alegría"

## Como actor de musicales
- "Jesucristo Superstar" (1973)
- "Amor sin barreras" (1977)
- "Lo que me costó el amor de Laura" (2000)

## Premios y nominaciones
- Finalista "Festival Yamaha Music- World Popular Song Festival" - Tokio(1973)
- "Mejor intérprete" Festival de la Amazonia - Iquitos,Perú (1983)
- "Mejor intérprete" FESTIBUGA - Colombia(1990)
- "Mejor canción" (Yo soy el otro -San Juan/Porta) Festival de la OTI - Buenos Aires (1993)